# Inmigración colombiana en México
La inmigración colombiana en México se refiere al movimiento migratorio desde la República de Colombia hacia los Estados Unidos Mexicanos. Aunque la mayor concentración de colombianos se encuentra grandes ciudades del país, la población colombiana se ha ido desplazando también hacia pequeñas ciudades y zonas rurales, lo que ha diseminando la presencia de Colombia en todo el territorio nacional.
Las razones principales por las cuales algunos colombianos han decidido establecerse en México es debido al crecimiento exponencial de la inversión de su país en territorio Mexicano. Para el noviembre de 2021, ya estaban establecidas en territorio mexicano más de 278 empresas Colombianas, grandes y medianas, generando más de 2'756.890 empleos directos e indirectos, contribuyendo así al PIB de México en un 4.75%.

## Comunidades colombianas

### Ciudad de México

Mercado de Medellín.

En Ciudad de México vive la mayor comunidad de colombianos en el país, en esta megalópolis hay varias asociaciones civiles y culturales que buscan integrar a los colombianos, es una de las ciudades donde las fuentes de empleo son bastante accesibles, así como una megalópolis donde se hacen valer los derechos humanos hacia los inmigrantes, lo que ha beneficiado a la comunidad para el establecimiento de espacios comerciales y civiles.
Las colonias Roma, Condesa, Morelos, Centro, son las colonias con el mayor número de comunidades colombianas en la capital del país; las calles de Campeche e Insurgentes Sur son lugares que concurren los colombianos conjuntamente con ciudadanos venezolanos, ecuatorianos, cubanos y peruanos.

### Nuevo León

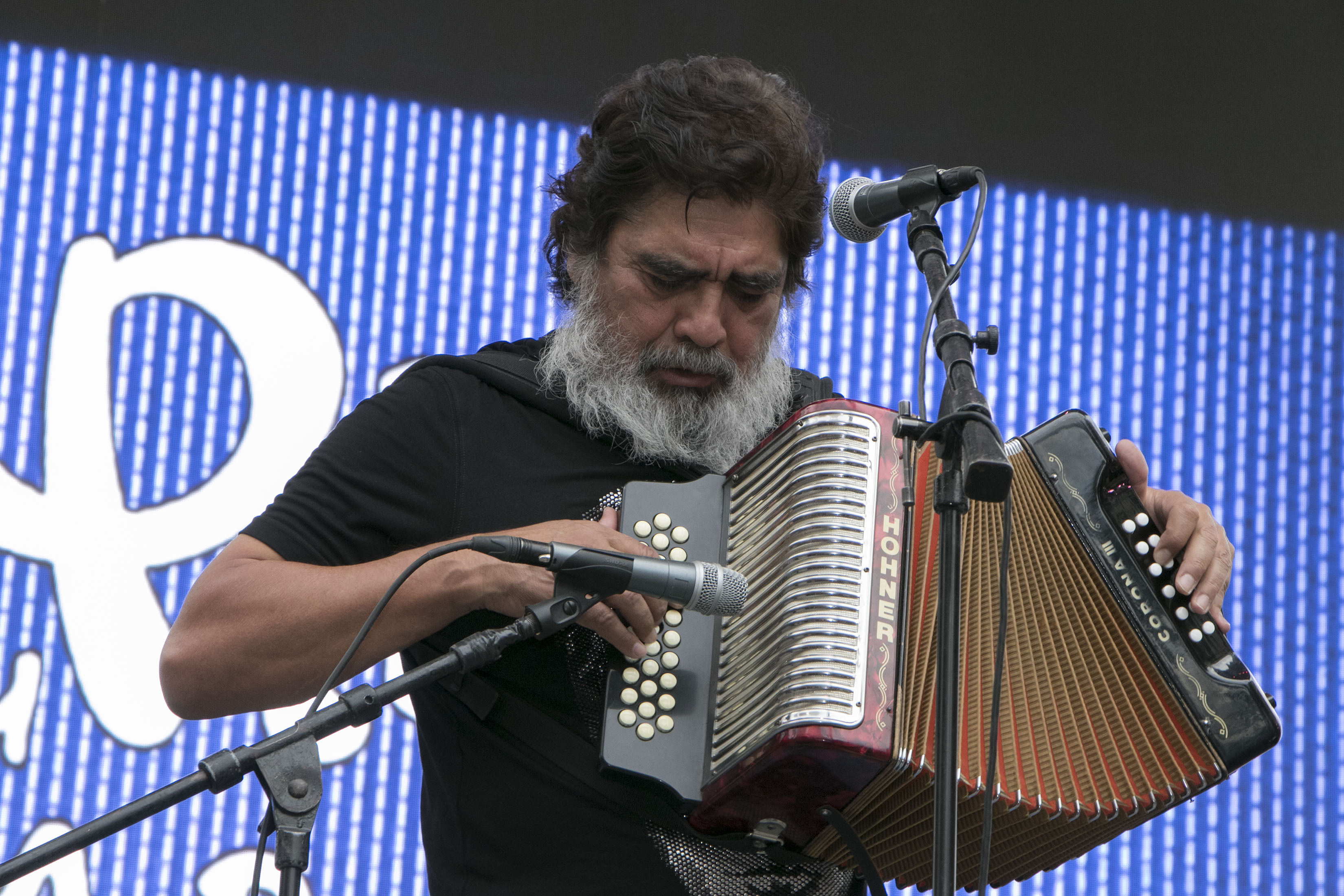
Celso Piña acordionista regiomontano de origen colombiano y mexicano.

En Nuevo León, se vive la segunda comunidad de colombianos más grande del país. La mayoría de estos habitan en la Zona metropolitana de Monterrey, donde hay varias asociaciones civiles y culturales que buscan integrar a los colombianos y a los mexicanos. Monterrey es una de las ciudades con fuerte vínculos musicales con Colombia, lo que es la cumbia y el vallenato, de ahí naciendo la subcultura Kolombia o a veces llamada cholombiana. Existen asociaciones donde se hacen valer los derechos humanos hacia los inmigrantes sudamericanos que intentan llegar a los Estados Unidos, lo que ha beneficiado a la comunidad colombiana para el establecimiento de espacios comerciales, civiles y culturales.

## Flujos Migratorios
| 1895 | 67     |
| 1900 | 67     |
| 1910 | 82     |
| 1921 | 182    |
| 1930 | 273    |
| 1970 | 1.133  |
| 1980 | 2.778  |
| 1990 | 4.964  |
| 2000 | 6.215  |
| 2010 | 14.610 |
| 2020 | 36,234 |

Fuente: Estadísticas históricas de México 2009 y Censo de Población y Vivienda 2010

## Colombianos que radican o han radicado en México
- Gabriel García Márquez, escritor
- Álvaro Mutis, escritor
- Diana Golden, actriz
- Harry Geithner, actor
- Aura Cristina Geithner, actriz
- Miguel Calero, futbolista
- Daniel Arenas, actor y modelo
- Juan Pablo Gamboa, actor
- Julián Quiñones, futbolista